# August Hanemann
August Hanemann (* 1840 in Holzminden; † 1926 in Höxter) war ein deutscher Architekt des Historismus, der vor allem durch neugotische Kirchenbauten im Münsterland nachwirkt.

## Leben
Hanemann lebte und arbeitete in Münster. Dort war er auch Stadtverordneter und Stadtrat, bis er 1891 nach Corvey zog. Seine Broschüre  zum Schloß Corvey an der Weser erlebte bis 1947 zehn Auflagen.

## Werke
- katholische Pfarrkirche St. Laurentius in Westkirchen (1868–1871)
- katholische Pfarrkirche St. Sixtus in Haltern (ab 1874, geweiht 1885)
- katholische Pfarrkirche St. Antonius in Herten (1882–1884)
- katholische Pfarrkirche St. Dionysius in Seppenrade (1882–1885)
- katholische Pfarrkirche St. Ludgerus in Albachten (1883–1887)
- katholische Pfarrkirche St. Urban in Ottmarsbocholt (1887–1889)

## Schriften
- Schloß Corvey an der Weser. Ein Abriß seiner Geschichte und seines Baues. 1898 (2. Aufl. Holzminden 1905)